# Потелич
Поте́лич (давні назви — Потилич, Телич, Подтелич, Підтелич) — село у Львівському районі Львівської області. Розташоване на річці Телич, між мальовничими пагорбами Розточчя.
Неподалік від села розташований Потелицький заказник.

## Історія
Перша згадка про Потелич зустрічається в Галицько-Волинському літописі (що входить до складу Іпатіївського Літопису) під 1262 роком, коли в Потеличі зупинявся князь Данило Романович. У 1818 році тут перебував польський археолог Зоріан Ходаковський, який назвав Потелицьке городище «святим городом старих слов'ян — довкола валом обсипаним». Збереглися ще дотепер руїни західної частини валу. У свій час ці оборонні споруди захищали Потелич і старий шлях, що йшов із Белза до Надсяння. У 1498 році місту Потелич було надано Магдебурзьке право. Потелич стає одним із великих економічних центрів. Тут були знамениті гончарні майстерні, фаянсова фабрика, дві гути, броварня, ґуральня, млини, воскобійня і чималий ремісничий промисел — ткацький, кушнірський, шевський, сідлярський, ковальський, боднарський. В результаті нападу татар у 1502 р. місто було частково спалене. У 1569 році Потелич знов зазнав нападу татар. У кінці жовтня 1648 р. і 1655 р. через Потелич проходили селянсько-козацькі війська Богдана Хмельницького.
У 1657 році біля містечка відбулась збройна сутичка між коронними та угорськими військами, у якій загинув, зокрема, брат Еліяша Яна Лонцького Йоахім.
У 1875 році в Потеличі були три дерев'яні церкви: Святої Трійці, Святого Духа, Різдва Богородиці, — костел Святого Станіслава. В XVII столітті, після перенесення головного торгового шляху, який з'єднував Люблін зі Львовом так, щоб він проходив через Раву-Руську, місто занепало і вже не відновило свого давнього значення.
У XIX ст. Потелич вважався містечком Рава-Руського повіту Королівства Галичини. Містечко мало власну печатку з гербом, відомим ще з XVI століття: у щиті — два перехрещені ключі борідками догори, супроводжувані зверху та знизу двома шестикутними зірками.

## Населення

### Мова
Розподіл населення за рідною мовою за даними :
| Мова       | Кількість | Відсоток |
| ---------- | --------- | -------- |
| українська | 814       | 99.88%   |
| вірменська | 1         | 0.12%    |
| Усього     | 815       | 100%     |

## Найважливіші архітектурні пам'ятки

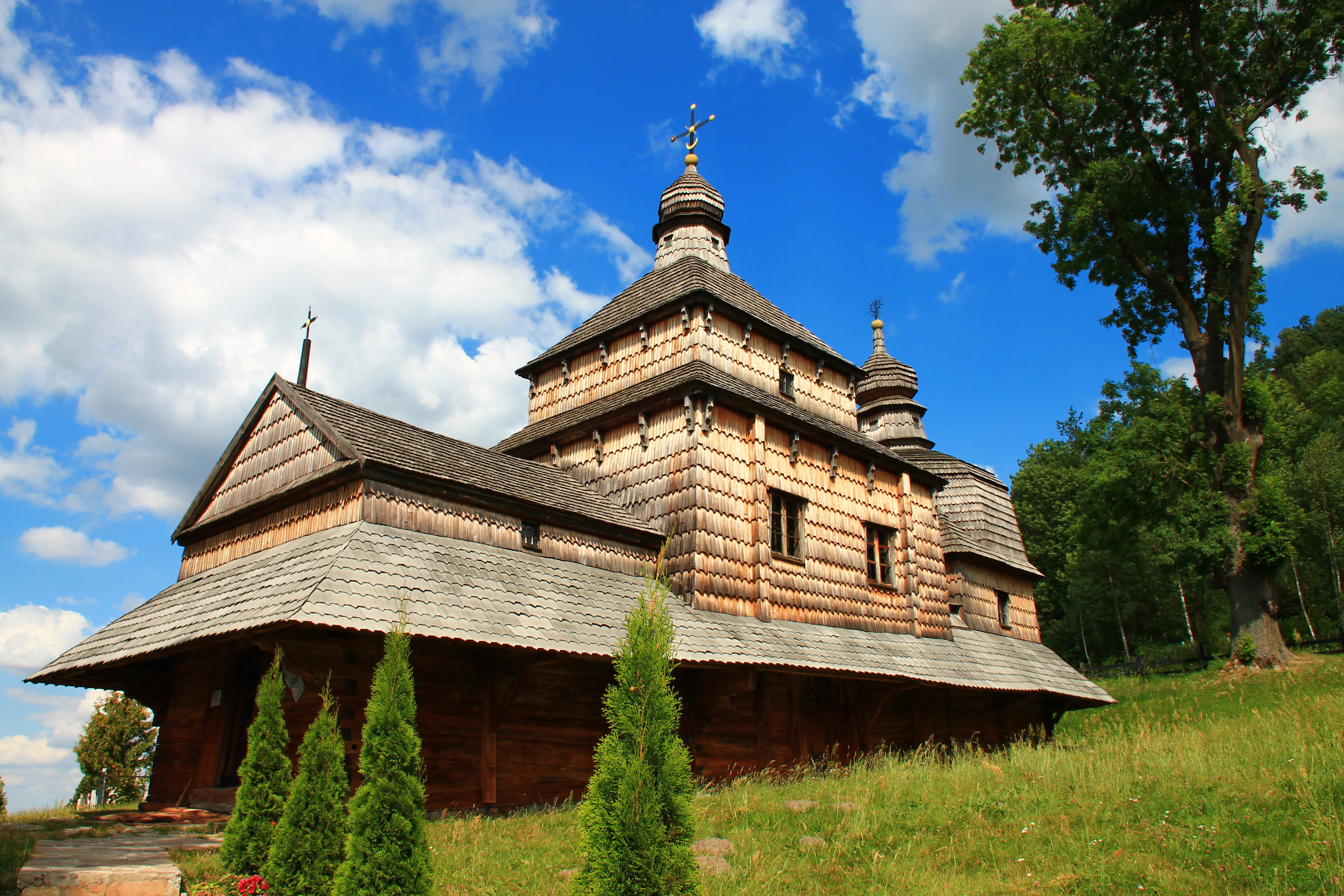
Давньоруське городище.
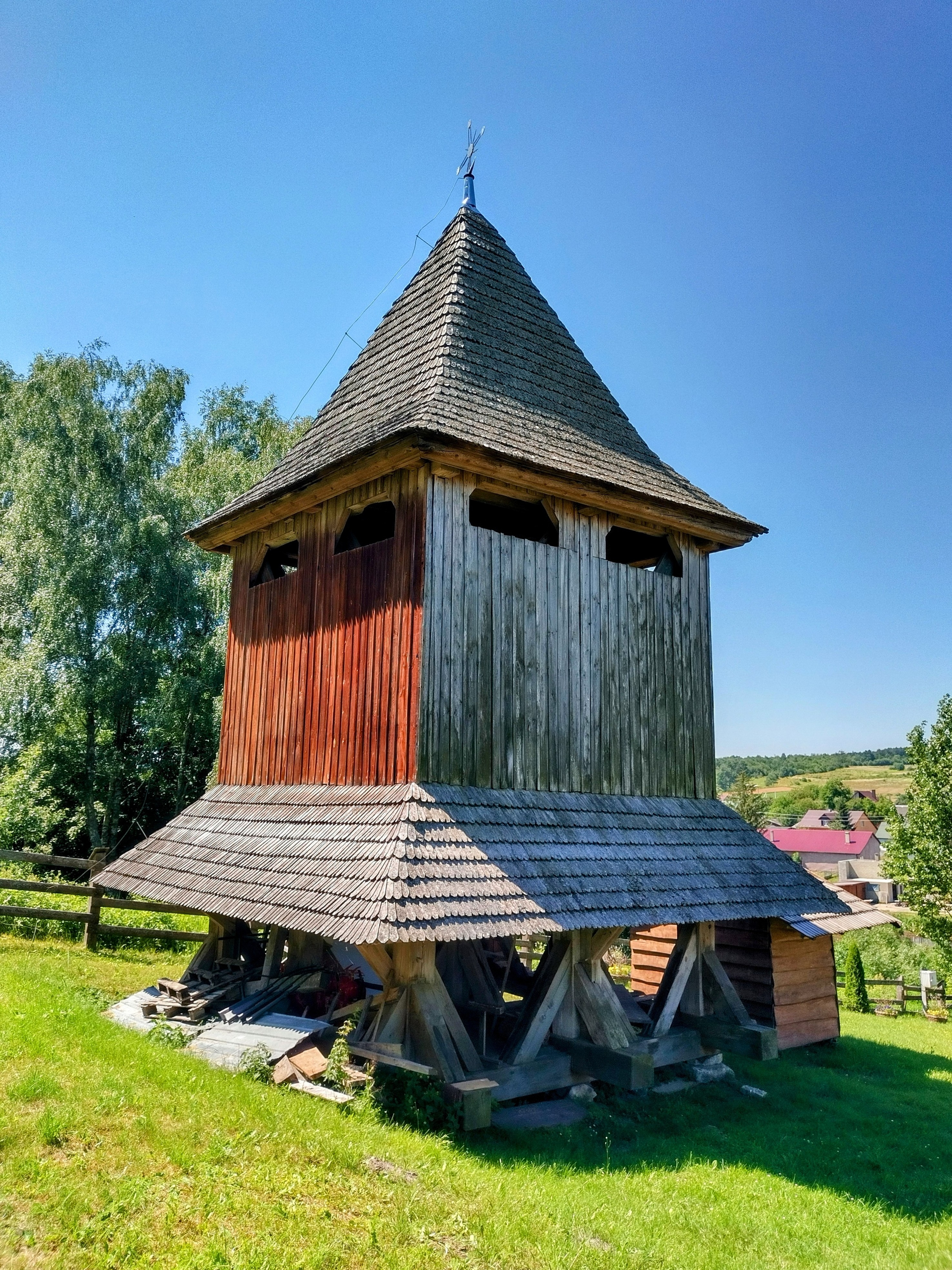
Дерев'яна церква Зіслання Святого Духа (1502 рік) — Збудована гончарями с. Потелич на місці церкви Бориса і Гліба. Ремонтувалась в січні 1936 р. майстром К. Домініковичем: замінено дубові підвалини, замінено перекриття східного об'єму, над яким встановлена барокова нава, відремонтоване піддашшя, а також південні і західні двері. Дерев'яна, трьохзрубна, двохголова з піддашшям на випусках вінців і кронштейнах. Складається з майже квадратного центрального зрубу, до якого приєднуються з заходу — квадратний бабинець, зі сходу — гранений п'ятистінний зруб з невеликими нішами з півночі і півдня. Центральний зруб перекритий шатровим верхом з одним заломом, східний — восьмигранним верхом з ліхтариком і верхівкою, бабинець накритий скатним дахом. Західні і південні двері прикрашені кованими петлями художньої роботи. Ковані решітки вікон виконані під час ремонту 1736 р. В інтер'єрі висотно відкритий простір центрального шатрового верху з одним заломом, східний зруб перекритий зімкнутим зрубним зводом, бабинець — плоскою стелею. На стінах — монументальний живопис 1620—1640 рр., якому було завдано значної шкоди під час ремонту в XVIII ст. В 1970—1972 рр. ансамбль відреставрований (архітектори Б. Я. Кіндзельський, І. Р. Могитич). Тоді ж відреставрований живопис.
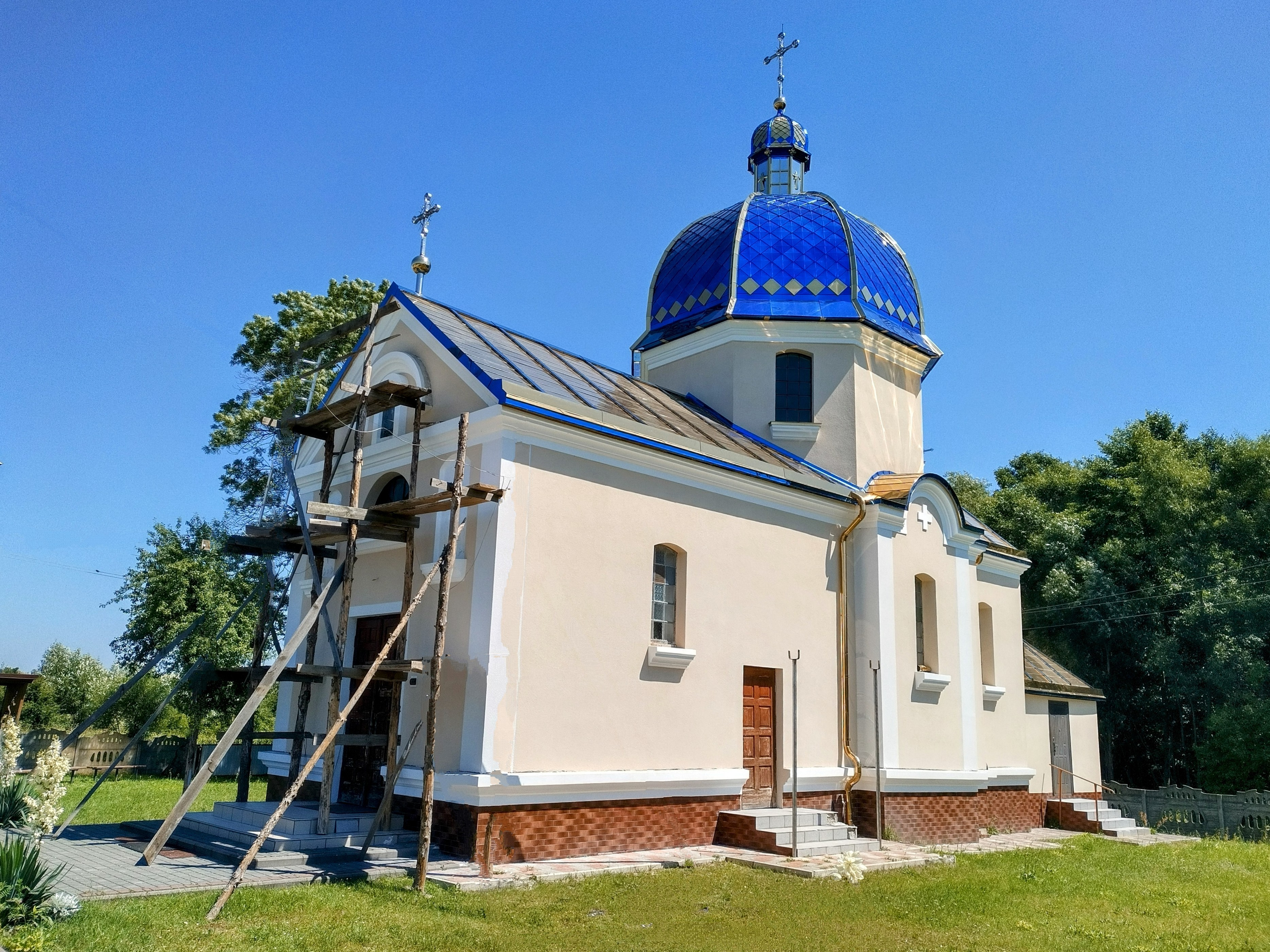
Дзвіниця Святодухівської церкви (XVII ст.) — розміщена на південний-схід від церкви. Дерев'яна, квадратна в плані, двоярусна, увінчана шатром. В 1936 р. відремонтована Домініковичем. Пам'ятки відносяться до видатних творів галицької школи народної архітектури.
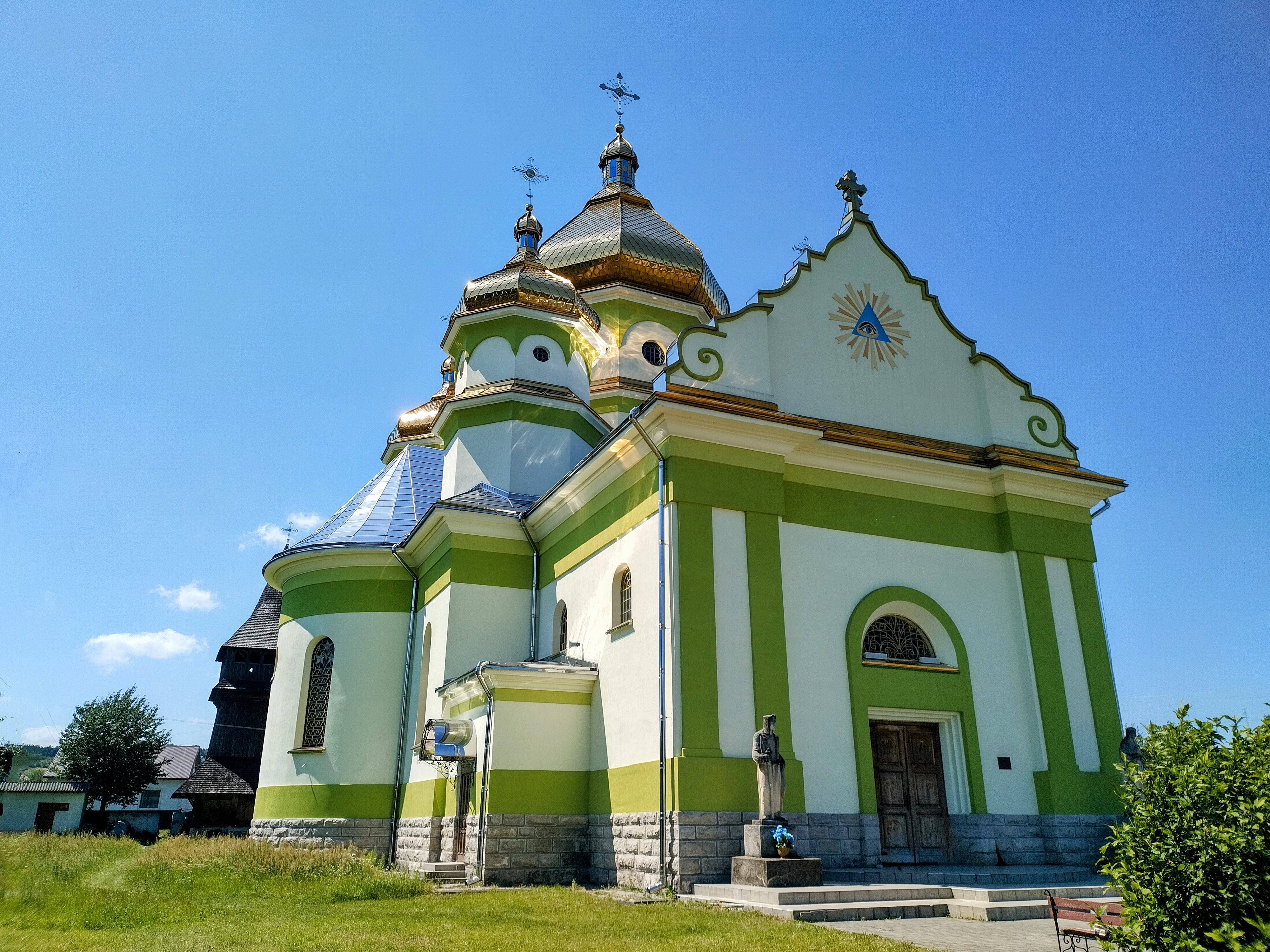
Мурована церква Святої Трійці (1936 рік. Архітектор - Олександр Пежанський).
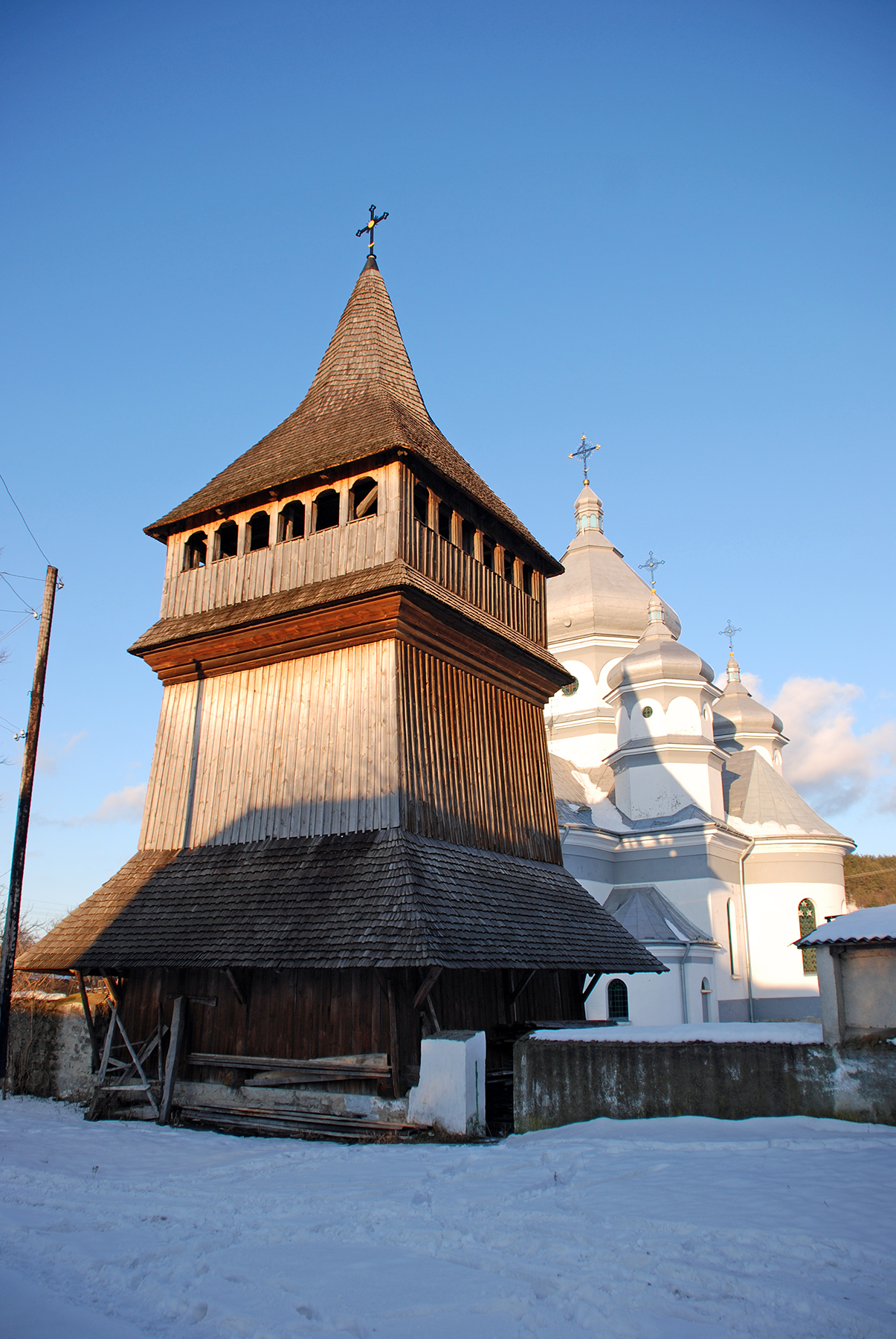
Дзвіниця Троїцької церкви (1593 рік) — Дерев'яна, каркасна, квадратна в плані, завершена високою шатровою покрівлею, під якою розміщена ажурна аркада. Низ дзвіниці оперезаний піддашшям великого виносу, який підтримується приставними кронштейнами. Споруда, яка досягає висоти 20 м, відрізняється монументальністю і строгістю архітектурних форм. Належить до видатних пам'яток народної дерев'яної архітектури.
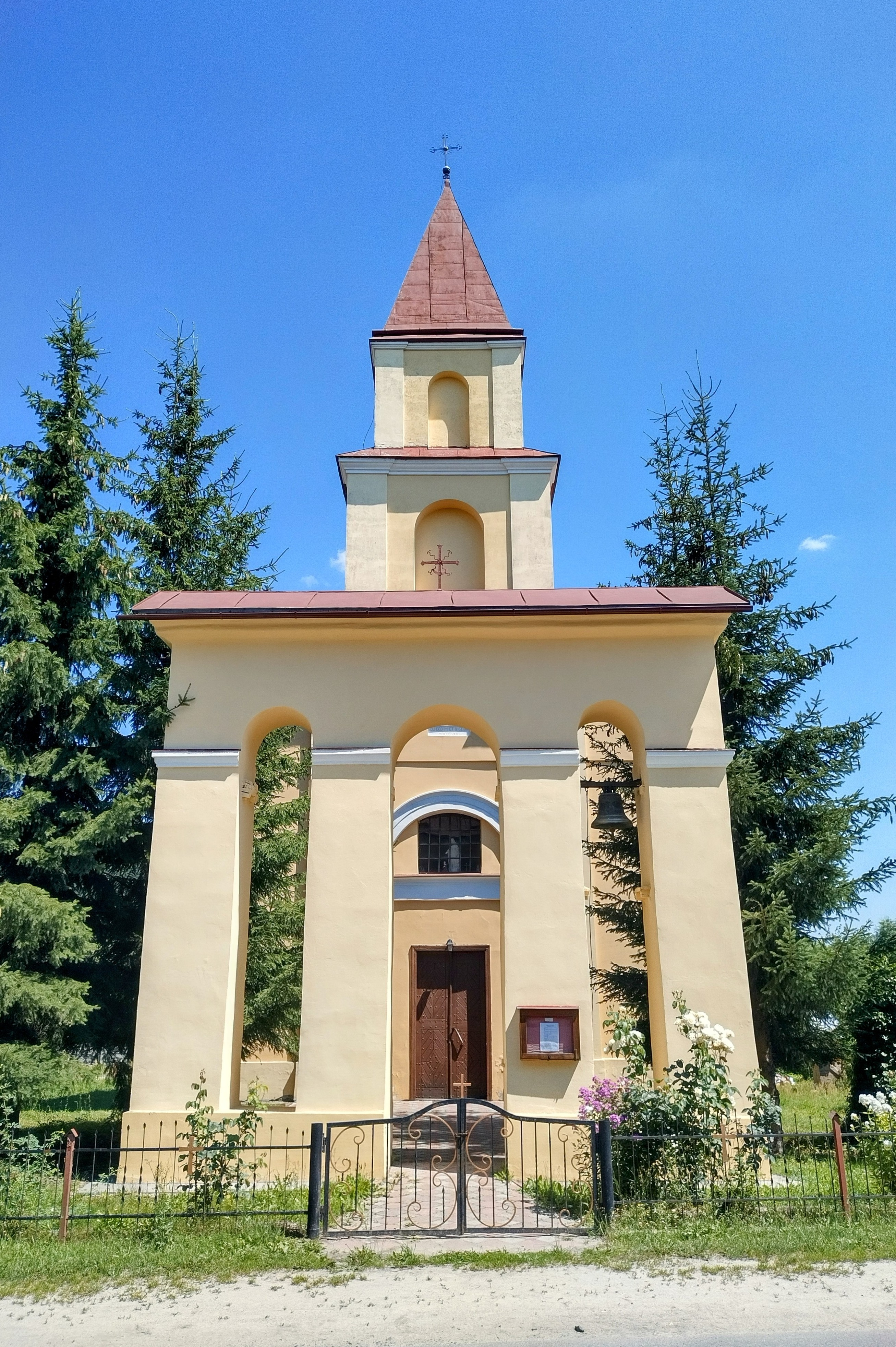
Мурований костел Святого Станіслава (1826 рік).   - Церква Зіслання Святого Духа
  - Дзвіниця Святодухівської церкви
  - Церква Різдва Пресвятої Богородиці
  - Церква Святої Трійці
  - Дзвіниця Троїцької церкви
  - Костел Святого Станіслава

## Відомі люди

### Народились
- Григорій Мазурак (* 1987) — майстер української вишивки.
- Касіян Сакович (1578—1647) — церковний діяч і письменник-полеміст, ректор Київської братської школи, вчитель Адама Киселя.
- Дарина Туз-Максимець (28 жовтня 1956) — українська журналістка, редактор, генеральний директор видавничого дому «Букрек» у Чернівцях.
- Богуш Василь Андрійович (09.02.1992 - 22.11.2015) - солдат ЗСУ, загинув в районі с. Кременівка, Маріупольського району, Донецької області. Поховали захисника на кладовищі в с. Потелич.
- Пиглюк Михайло Романович (17.06.1981—21.03.2022) — сержант Збройних Сил України, учасник російсько-української війни, що загинув у ході російського вторгнення в Україну в 2022 році, загинув біля м. Попасна, Сєвєродонецького району, Луганської області. Поховали захисника 17.06.2022 на кладовищі в с. Потелич.
- Слотвінський Володимир (26.07.1994 - 08.10.2022) - солдат ЗСУ. загинув поблизу сел. Курдюмівка, Бахмутського району, Донецької області. Поховали захисника на кладовищі в с. Потелич.
- Кулієвич Андрій Андрійович (10.05.1996 - 08.09.2024) - солдат ЗСУ, загинув у районі м. Красногорівка, Покровського району, Донецької області.

### Пов'язані з Потеличем
- Зизаній Стефан (Кукіль-Тустановський)(р. н. невід. — 1600) (чернече ім'я — Сильвестр) — церковний, культурно-освітянський діяч, проповідник, письменник-полеміст, помер тут.
- Давид бен Шмуел Га-Леві (1587—1667) — один з найвідоміших рабинів Львова, рабин в Потеличі.[10]

## Галерея

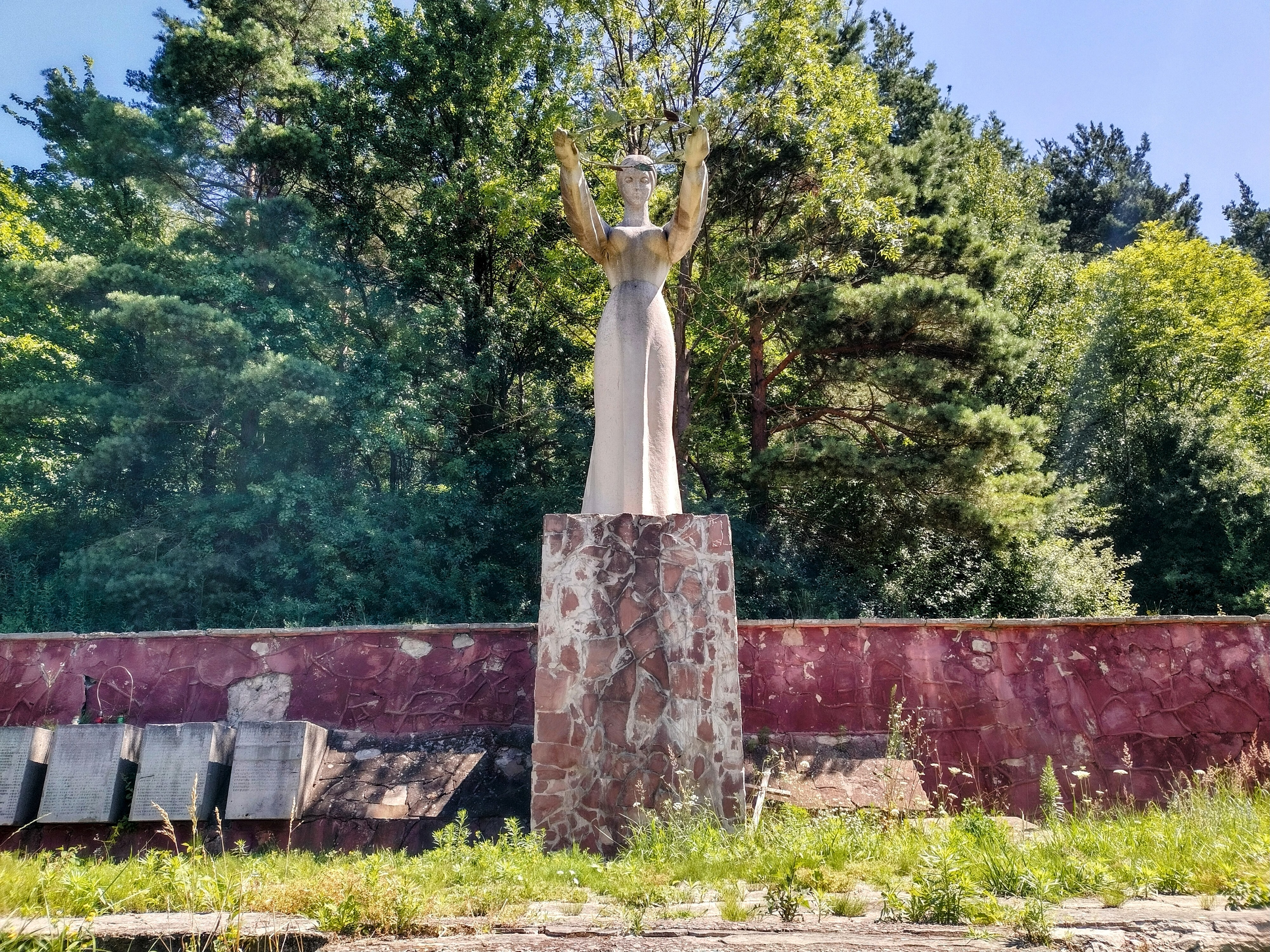
Військовий меморіал
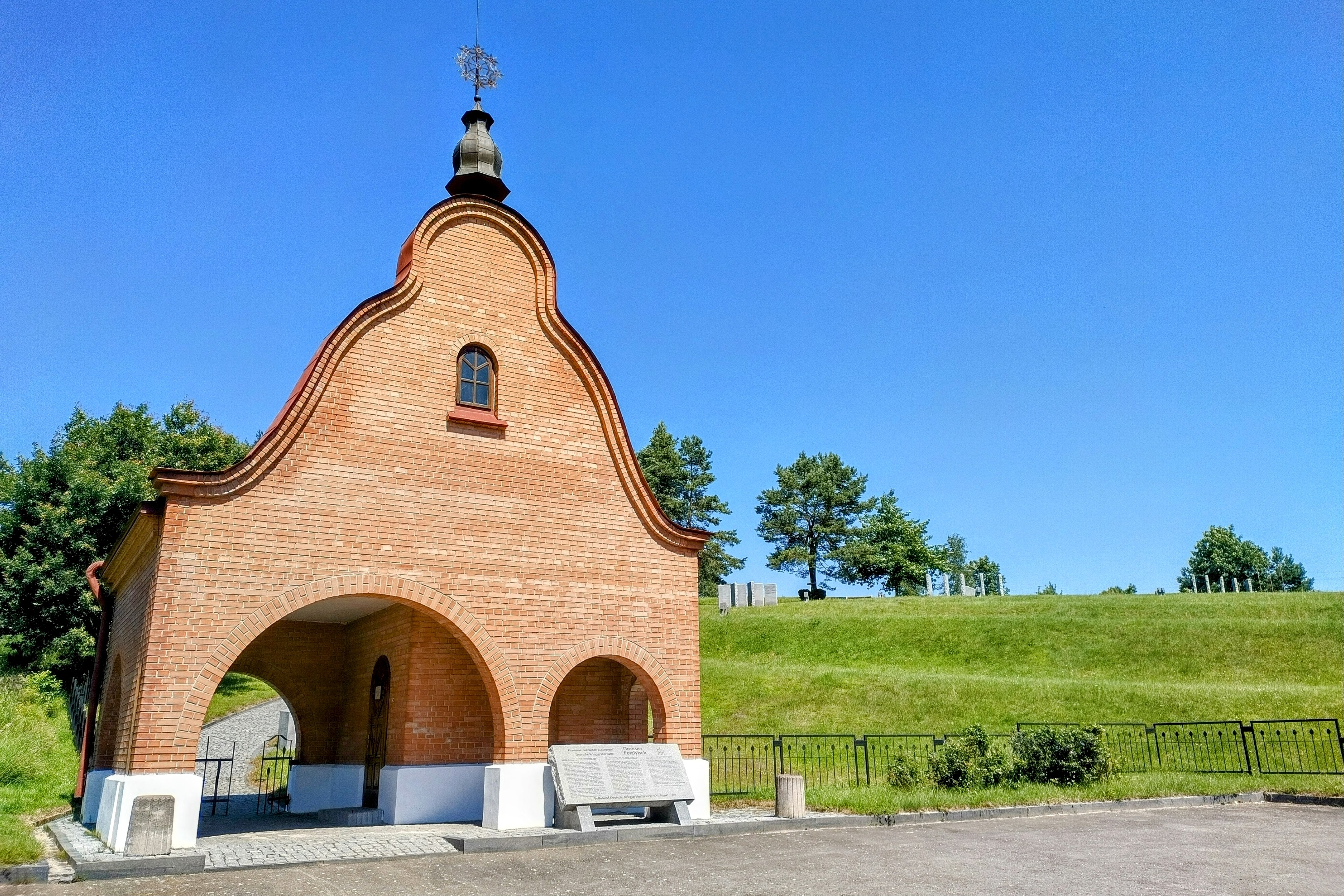
Німецьке військове кладовище
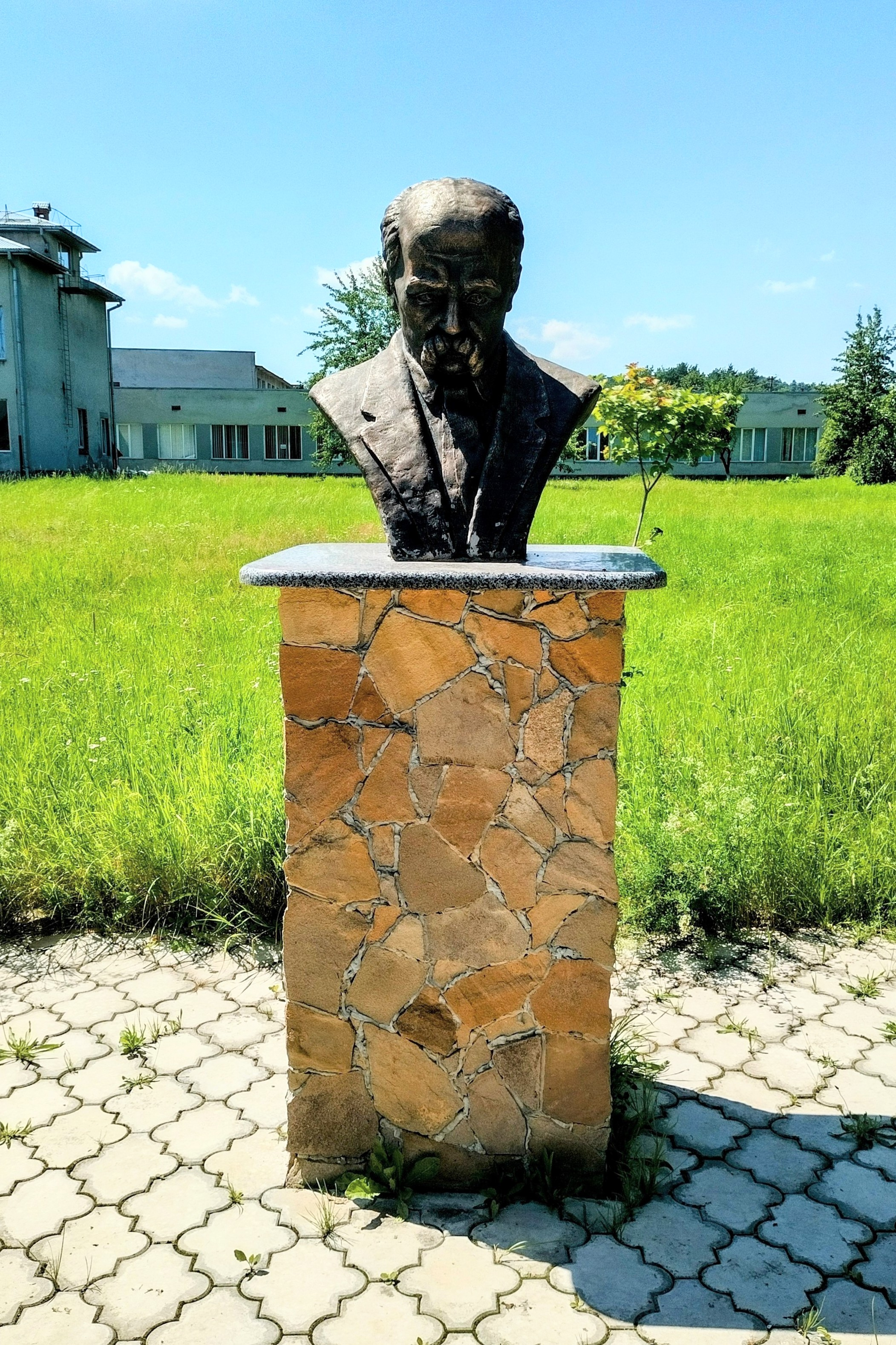
Пам'ятник-погруддя Тарасу Шевченку
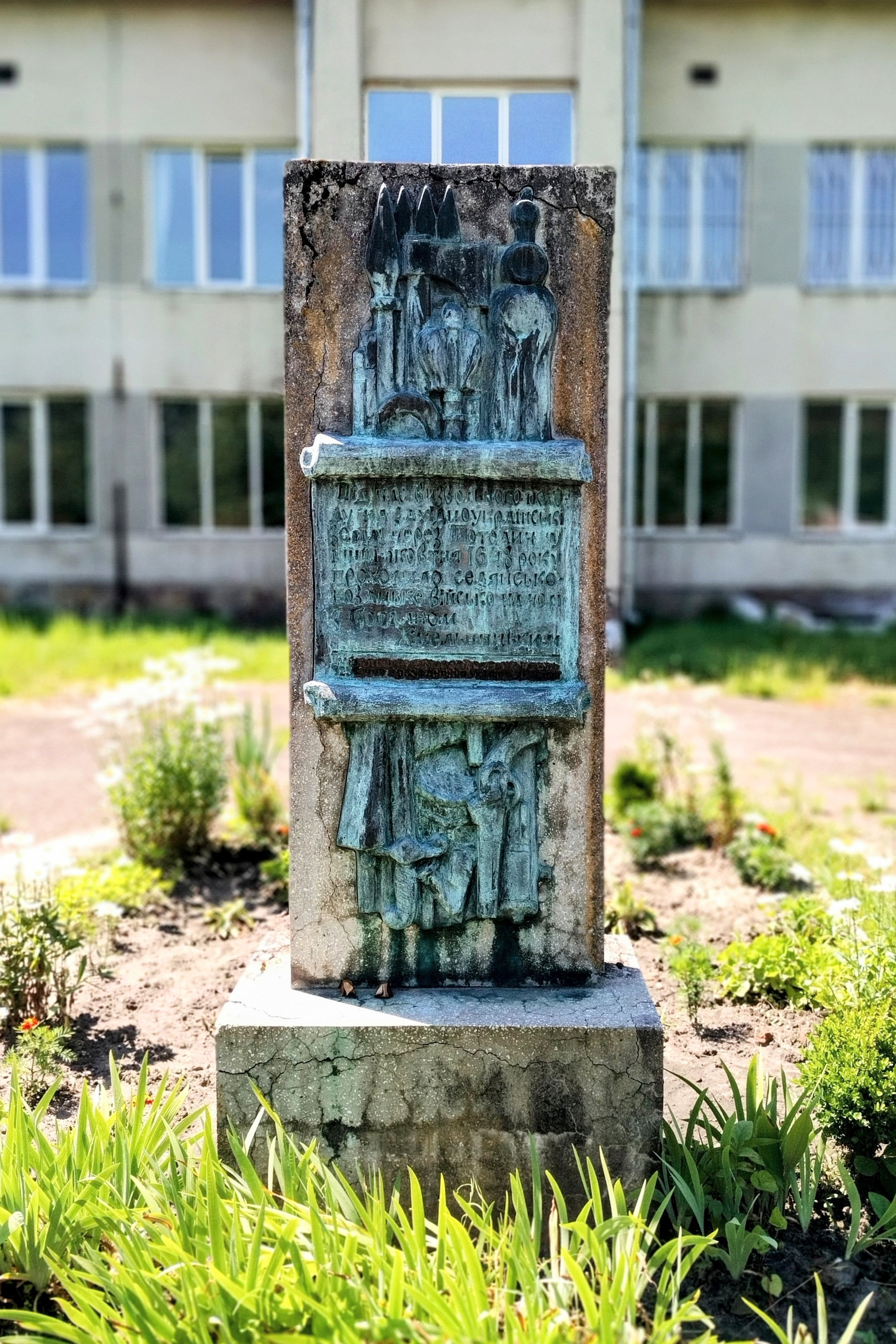
Пам'ятний знак про прохід війська Б. Хмельницького через Потелич